# Discografia di Sean Paul

## Album

### Album in studio
| Anno                                                                          | Titolo | Classifiche | Classifiche | Classifiche | Classifiche | Classifiche | Classifiche | Classifiche | Classifiche | Classifiche | Classifiche | Certificazioni                                                                                         |
| Anno                                                                          | Titolo | AUS         | AUT         | CAN         | FRA         | GER         | NLD         | SWI         | UK          | US          | US Reggae   | Certificazioni                                                                                         |
| ----------------------------------------------------------------------------- | --- | ----------- | ----------- | ----------- | ----------- | ----------- | ----------- | ----------- | ----------- | ----------- | ----------- | --- |
| 2000                                                                          | Stage One - Pubblicazione: 28 marzo 2000 - Etichetta: VP Records, Universal Music Group - Formato: CD, LP, download digitale, audiocassetta  | —           | —           | —           | —           | —           | —           | —           | —           | —           | 2           | |
| 2002                                                                          | Dutty Rock - Pubblicazione: 12 novembre 2002 - Etichetta: VP Records, Atlantic Records - Formato: CD, LP, download digitale, audiocassetta   | 22          | 5           | 1           | 20          | 10          | 7           | 11          | 2           | 9           | 1           | - AUS: Oro - AUT: Oro - CAN: Platino (3) - FRA: Oro - GER: Platino - UK: Platino (3) - US: Platino (3) |
| 2005                                                                          | The Trinity - Pubblicazione: 27 settembre 2005 - Etichetta: VP Records, Atlantic Records - Formato: CD, LP, download digitale, audiocassetta | 100         | 6           | 4           | 5           | 9           | 13          | 4           | 11          | 5           | 1           | - GER: Oro - CAN: Platino - FRA: Platino (2) - SWI: Oro - UK: Platino - US: Platino (2)                |
| 2009                                                                          | Imperial Blaze - Pubblicazione: 18 agosto 2009 - Etichetta: VP Records, Atlantic Records - Formato: CD, LP, download digitale                | —           | 17          | 5           | 8           | 17          | 36          | 4           | 38          | 12          | 1           | |
| 2012                                                                          | Tomahawk Technique - Pubblicazione: 24 gennaio 2012 - Etichetta: VP Records, Atlantic Records - Formato: CD, LP, download digitale           | —           | 7           | —           | 5           | 6           | 39          | 3           | 30          | —           | 2           | - SWI: Oro - FRA: Oro                                                                                  |
| 2014                                                                          | Full Frequency - Pubblicazione: 18 febbraio 2014 - Etichetta: VP Records, Atlantic Records - Formato: CD, download digitale                  | —           | 36          | —           | 63          | 22          | —           | 7           | —           | —           | 1           | |
| 2021                                                                          | Live n Livin - Pubblicazione: 12 marzo 2021 - Etichetta: Dutty Rock Records - Formato: CD, download digitale, streaming                      | —           | —           | —           | —           | —           | —           | —           | —           | —           | 9           | |
| 2022                                                                          | Scorcha - Pubblicazione: 27 maggio 2022 - Etichetta: Island Records - Formato: CD, download digitale, streaming                              | —           | —           | —           | —           | —           | —           | —           | —           | —           | 6           | |
| "—" indica una pubblicazione non classificata o non pubblicata in quel paese. | |             |             |             |             |             |             |             |             |             |             | |

### Raccolte
| Anno | Titolo | Certificazioni |
| ---- | --- | -------------- |
| 2017 | Dutty Classics Collection - Pubblicazione: 2 giugno 2017 - Etichetta: Rhino Entertainment - Formato: CD, download digitale                              | - UK: Oro      |
| 2020 | Penthouse Flashback Series (con Spragga Benz e Johnny P) - Pubblicazione: 6 luglio 2020 - Etichetta: Penthouse Records - Formato: CD, download digitale |                |

## Mixtape
| Anno | Titolo |
| ---- | --- |
| 2009 | The Odyssey Mixtape - Pubblicazione: 26 dicembre 2009 - Etichetta: indipendente - Formato: download digitale, audiocassetta |

## Singoli
- 1998 – Deport Them
- 1999 – Haffi Get De Gal Ya (Hot Gal Today) (feat. Mr. Vegas)
- 2001 – Gimme the Light
- 2003 – Get Busy
- 2003 – Like Glue
- 2004 – I'm Still in Love with You (feat. Sasha)
- 2005 – We Be Burnin'
- 2005 – Ever Blazin'
- 2006 – Temperature
- 2006 – Never Gonna Be the Same
- 2007 – (When You Gonna) Give It Up to Me
- 2007 – Watch Dem Roll
- 2009 – So Fine
- 2009 – Press It Up
- 2009 – Hold My Hand
- 2011 – Got 2 Luv U (feat. Alexis Jordan)
- 2011 – She Doesn't Mind
- 2012 – Hold On
- 2012 – Touch the Sky (feat. Dj Ammo)
- 2012 – How Deep Is Your Love (feat . Kelly Rowland)
- 2013 – Other Side of Love
- 2013 – Entertainment 2.0 (feat. Juicy J, 2 Chainz e Nicki Minaj)
- 2013 – Turn It Up
- 2013 – Want Dem All (feat. Konshens)
- 2014 – Hey Baby
- 2016 – Paradise (feat. Matona e KStewart)
- 2016 – Crick Neck (feat. Chi Ching Ching)
- 2016 – No Lie (feat. Dua Lipa)
- 2016 – Move Your Body (feat. Badshah e Dj Shadow Dubai)
- 2018 – Tip Pon It (feat. Major Lazer)
- 2020 – Bend You Back
- 2021 – Dancing on Dangerous (con Imanbek e Sofia Reyes)
- 2021 – Dynamite (feat. Sia)
- 2021 – Up (con Inna)
- 2022 – How We Do It (con Pia Mia)

## Collaborazioni
| Anno | Canzone                                            | Artisti | Album                                                 |
| ---- | -------------------------------------------------- | --- | ----------------------------------------------------- |
| 1998 | "Top Shotter"                                      | DMX, Mr. Vegas | Belly                                                 |
| 2000 | "Money Jane"                                       | Baby Blue Soundcrew, Kardinal Offishall, Jully Black                                                                                                  | Private Party Collectors Edition                      |
| 2001 | "Ladies' Man"                                      | Spanner Banner | Real Love                                             |
| 2001 | "Money Jane" (Remix)                               | Kardinal Offishall, Jully Black | Quest for Fire: Firestarter, Vol. 1                   |
| 2002 | "Bossman"                                          | Beenie Man, Lady Saw | Tropical Storm                                        |
| 2002 | "Hey Sexy Lady" (Original Sting International Mix) | Shaggy, Brian and Tony Gold | Lucky Day                                             |
| 2002 | "What They Gonna Do"                               | Jay-Z | The Blueprint 2: The Gift & The Curse                 |
| 2002 | "Make It Clap"                                     | Busta Rhymes, Spliff Star | It Ain't Safe No More                                 |
| 2003 | "Hey Sexy Lady" (Remix)                            | Shaggy, Brian and Tony Gold, Will Smith | Riddim Driven: Sexy Lady Explosion & Reggae Gold 2003 |
| 2003 | "Baby Boy"                                         | Beyoncé | Dangerously in Love                                   |
| 2003 | "Breathe"                                          | Blu Cantrell | Bittersweet                                           |
| 2003 | "Things Come & Go"                                 | Mýa | Moodring                                              |
| 2003 | "International Affair"                             | Mark Ronson, Tweet | Here Comes the Fuzz                                   |
| 2004 | "Three Little Birds"                               | Ziggy Marley | Shark Tale (colonna sonora)                           |
| 2004 | "It's Alright"                                     | Fabolous | Real Talk                                             |
| 2005 | "Cry Baby Cry"                                     | Carlos Santana, Joss Stone | All That I Am                                         |
| 2005 | "Slow Wind" (Remix)                                | R. Kelly, Akon | Remix City, Volume 1                                  |
| 2006 | "I Wanna Love You" (Remix)                         | Akon |                                                       |
| 2006 | "Break It Off"                                     | Rihanna | A Girl like Me (Rihanna)                              |
| 2006 | "(When You Gonna) Give It Up to Me"                | Keyshia Cole | Step Up (Original Soundtrack)                         |
| 2007 | "Always on My Mind"                                | Da'Ville | On My Mind                                            |
| 2007 | "Push It Baby"                                     | Pretty Ricky | Late Night Special                                    |
| 2007 | "Give It to You"                                   | Eve | Lip Lock                                              |
| 2008 | "Back It Up"                                       | Mr. Evil |                                                       |
| 2008 | "Hit 'Em"                                          | Fahrenheit, Jigzagula |                                                       |
| 2008 | "Dangerous" (Remix)                                | Kardinal Offishall, Akon | Not 4 Sale                                            |
| 2008 | "Come Over"                                        | Estelle | Shine                                                 |
| 2008 | "She's Fine"                                       | DJ Khaled, Missy Elliott, Busta Rhymes | We Global                                             |
| 2008 | "Dangerous" (Second Remix)                         | Akon, Kardinal Offishall, Twista | The Freedom Mixtape                                   |
| 2008 | "Paradise" (Remix)                                 | Mýa | Sugar & Spice                                         |
| 2009 | "Save a Life" (Charity single)                     | Shaggy, Gramps Morgan, Christopher Martin, Etana, Da'Ville, Marcia Griffiths, Luciano, Tessanne Chin, Freddie McGregor, Elephant Man, D-Lynx, D-Major |                                                       |
| 2009 | "Feel It"                                          | DJ Felli Fel, Flo Rida, T-Pain, Pitbull | Go DJ!                                                |
| 2009 | "Do You Remember"                                  | Jay Sean, Lil Jon | All or Nothing                                        |
| 2010 | "Brown Skin Girl"                                  | Chris Brown | Graffiti                                              |
| 2010 | "Rise Again" (Digital Haiti Relief single)         | Shaggy, Sean Kingston, Alison Hinds, Shontelle, Edwin Yearwood, Destra Garcia, David Rudder, KesDieffenthaller, Tessanne Chin, Etana, Bélo            |                                                       |
| 2010 | "Your Love" (Remix)                                | Nicki Minaj |                                                       |
| 2010 | "Giving Her the Grind"                             | Nelly | 5.0                                                   |
| 2010 | "Tik Tok"                                          | Bob Sinclar |                                                       |
| 2011 | "Rear View Mirror"                                 | Mýa | K.I.S.S.                                              |
| 2011 | "Shake Señora"                                     | Pitbull, T-Pain | Planet Pit                                            |
| 2011 | "Shake Señora" (Remix)                             | Pitbull, T-Pain, Ludacris | Planet Pit                                            |
| 2011 | Waya Waya                                          | Tai | Le droit de rêver                                     |
| 2012 | Summer Paradise                                    | Simple Plan | Get Your Heart On !                                   |
| 2012 | Wine It Up                                         | Lucenzo |                                                       |
| 2012 | She Makes Me Go                                    | Arash | Superman                                              |
| 2012 | What About Us                                      | The Saturdays | Living for The Weekend                                |
| 2014 | Come On To Me                                      | Major Lazer | Apocalypse Soon                                       |
| 2014 | Bailando (English Version)                         | Enrique Iglesias, Gente de Zona, Descemer Bueno | Sex and Love                                          |
| 2014 | Dangerous Love                                     | Fuse ODG | Tina                                                  |
| 2016 | Make My Love Go                                    | Jay Sean |                                                       |
| 2016 | Cheap Thrills (Remix)                              | Sia | This Is Acting                                        |
| 2016 | Lay Down Easy                                      | Magic! | Primary Colours                                       |
| 2016 | Ride It                                            | Borgeous, Rvssian, M.R.I. |                                                       |
| 2016 | Hair                                               | Little Mix | Get Weird                                             |
| 2016 | Trumpets                                           | Sak Noel |                                                       |
| 2016 | Rockabye                                           | Clean Bandit, Anne-Marie |                                                       |
| 2021 | Boca                                               | Gaia |                                                       |

## Premi ricevuti
- 2003: MuchMusic Video Awards - Miglior video di un artista internazionale - "Like Glue"
- 2003: MTV europe music awards - Miglior artista emergente
- 2004: Grammy Award - Miglior album Reggae (Dutty Rock)
- 2005: Billboard Music Award - Artista reggae con il maggior numero di vendite dell'anno
- 2005: Billboard Music Award - Album reggae con il maggior numero di vendite dell'anno (The Trinity)
- 2006: Jamaican Awards - Miglior Hardman
- 2006: American Music Awards - Miglior artista maschile Pop/Rock
- 2006: Billboard Music Awards - Miglior singolo nella top 100: "Temperature"